# Дивногорье
Дивного́рье («Дивы») — возвышенность и музей-заповедник в Лискинском районе Воронежской области России. Находится в 10 км к западу от центра района на правом берегу реки Дон и в 80 км к югу от Воронежа, неподалёку от одноимённого хутора и посёлка. Музей здесь основан в 1988 году, а в 1991 году он получил статус музея-заповедника. В настоящее время природный архитектурно-археологический музей-заповедник «Дивногорье» является одной из самых популярных и самых узнаваемых достопримечательностей Воронежской области. Каждый сезон, с мая по октябрь его посещает более 60 тыс. туристов (преимущественно из Воронежа и Воронежской области).
С 2020 года является кандидатом на включение в список объектов Всемирного наследия ЮНЕСКО.

## Характеристика
Площадь музея-заповедника более 11 км². С геологической точки зрения заповедник представляет собой выходы меловых отложений на поверхность земли. Максимальная высота плато над уровнем моря достигает 181 метра, относительная — 103 метра (устье реки Тихая Сосна, протекающей у подножия плато, при слиянии с Доном расположенo на высоте 78 м выше уровня моря). Из-за довольно значительного перепада высоты между плато и поймой рек Дон и Тихая Сосна его микроклимат существенно отличается от окружающей его пойменной низины. Приподнятая сухая поверхность плато быстро нагревается. Поднимающиеся вверх потоки горячего воздуха отгоняют формирующиеся грозовые тучи в сторону низкиx пойменных земель. В результате и без того небольшое среднегодовое количество осадков в регионе (в среднем 480 мм в год) над плато сокращается в 1,5-2 раза. Особенно засушлив летний период. Это тормозит процесс водной эрозии, а также уменьшает вероятность карстовых провалов. Пустоты внутри мелового слоя имеются и обнаруживаются следующим образом: при прохождении по его поверхности человеческие шаги издают своеобразный гул. Верхний слой состоит на 15-20 % из мела. Ниже 80 сантиметров идёт слой чистого мела. Верхний слой подвергается ветровой эрозии (выветриванию). Несмотря на довольно крутые склоны, плато подверглось антропогенным изменениям: в 1860 году часть его была взорвана с помощью динамитa для прокладки железной дороги. Кроме этого, большой вред заповеднику нанесла деятельность овцеводческих хозяйств и вандализм.

## Топонимика
Название Дивногорье местность получила за меловые столбы-останцы, называемые местным населением «дивами» (от диво — чудо). Первым письменным свидетельством являются записи Игнатия Смольянина, сопровождавшего митрополита Пимена в 1389 году:

Приплыхом к Тихой Сосне и видехом столпы камень белы, дивно ж и красно стоят рядом, яко стози малы, белы и светлы зело, над рекой над Сосною.

## Флора и фауна
Территория заповедника располагается на окраине северной степной зоны и отличается от лесостепного региона г. Воронежа.
Долгое время плато и его склоны использовались овцеводческими хозяйствами, из-за чего значительная часть степной растительности подверглась сильной деградации. На 2013 год, благодаря прекращению выпаса скота и регулирования человеческого присутствия, степная растительность на большей части плато восстановлена в первозданном виде. На плато произрастают более 250 видов ксерофитных и петрофитных растений таких как: ковыль перистый, шалфей поникающий, тимьян меловой, вязель разноцветный, василёк восточный, эфедра двухколосковая, шиверекия подольская, ломонос цельнолистный, прострел луговой, оносма простейшая, ирис карликовый и ирис безлистный, ветреница лесная, адонис весенний. Почти 40 % видов растений Дивногорья относятся ботаниками к категории кальцефитов (то есть «мелолюбов»). Эндемиками меловых обнажений юга Русской равнины является проломник Козо-Полянского и некоторые другие виды.. На поверхности плато также встречается своеобразный студенистый лишайник из рода коллема, который в сухую погоду подсыхает, а во влажную разбухает. Изредка на территории заповедника встречаются занесённые в Красную книгу дрофа и беркут. Более широко распространены щурки и филины. Из млекопитающих обычны зайцы и лисы. В расщелинах живут летучие мыши. Богата энтомологическая фауна, среди которой наиболее обыкновенны: шмели, стрекозы, осы, дыбки, жуки-олени, кравчики, махаоны. В 1956 году, по инициативе И. В. Сталина, но уже после его смерти, в центральной части плато была создана лесозащитная полоса из клёнов и ясеней. Из-за особенностей меловой почвы и недостатка влаги многие деревья до сих пор кажутся молодыми даже по прошествии почти шести десятилетий с момента посадки.

## Достопримечательности и посещение
Дивногорье является центром православного паломничества. На территории музея-заповедника и непосредственной близи располагаются: пещерные меловые церкви XIX века (Церковь Сицилийской иконы Божьей Матери, Церковь Иоанна Предтечи и Дивногорская-3), Дивногорский Успенский монастырь (XVII век), а также Маяцкое городище IX-X веков (остатки средневековой хазарской крепости и некрополь) и Маяцкий гончарный комплекс IX—X веков, археологический парк. Музей-заповедник доступен для свободного посещения гражданами, имеется широкий ряд экскурсионных программ для сборных и туристических групп. При музее имеется площадка для кемпинга и гостиница. Экскурсионные тропы и достопримечательности на территории музея-заповедника отмечены информационными указателями и снабжены туристическими справками. Территория музея-заповедника находится под охраной. В 2019 году планировалось открытие ряда подземных музеев, которые создаются на базе оставшихся подземных ходов и пещер.

## В художественной литературе
В повести Владимира Сорокина «День опричника» в Дивногорье расположено имение князя Урусова.

## Галерея

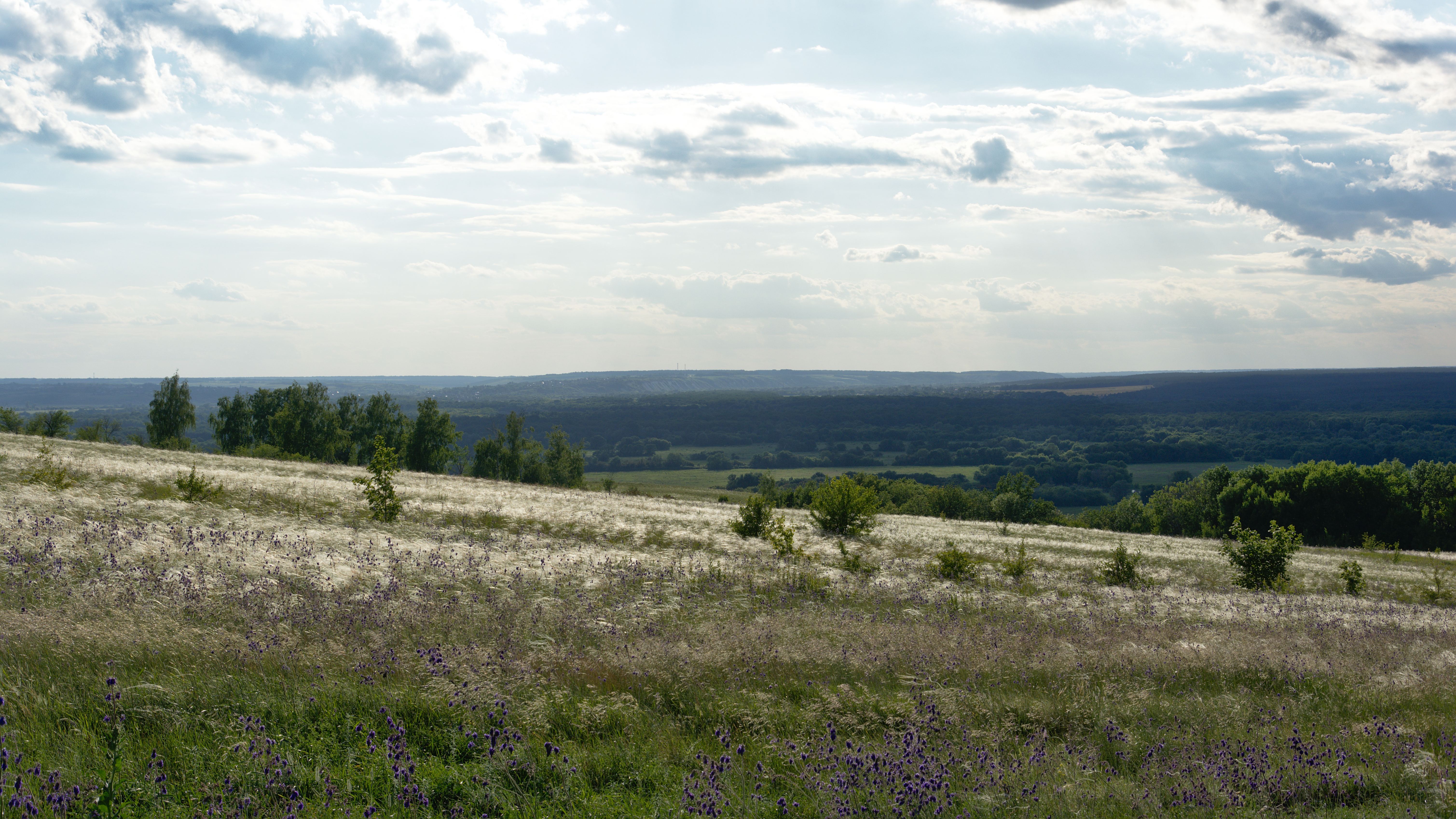
Типичный пейзаж дивногорской степи
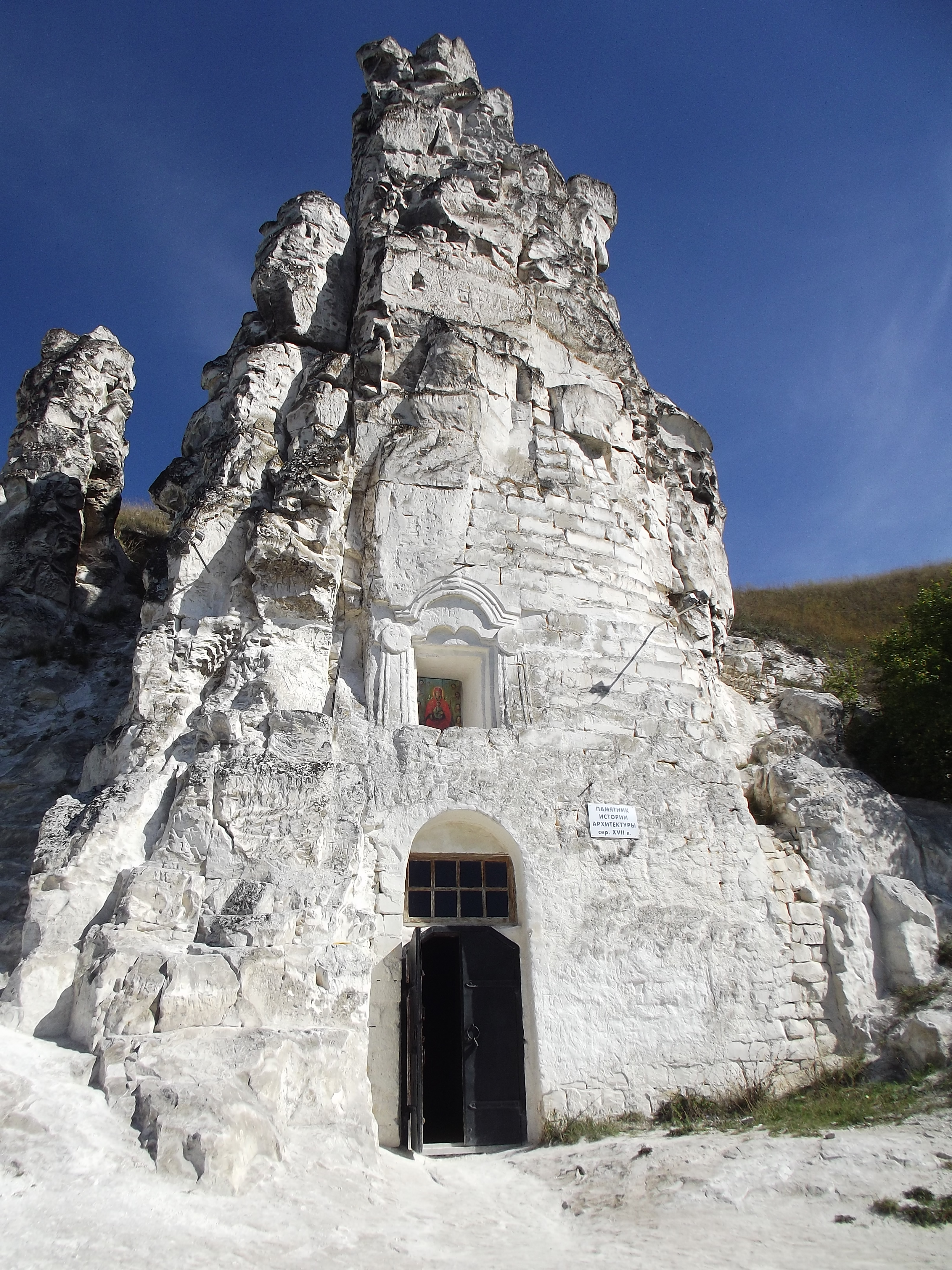
Вход в церковь Сицилийской иконы Божьей Матери
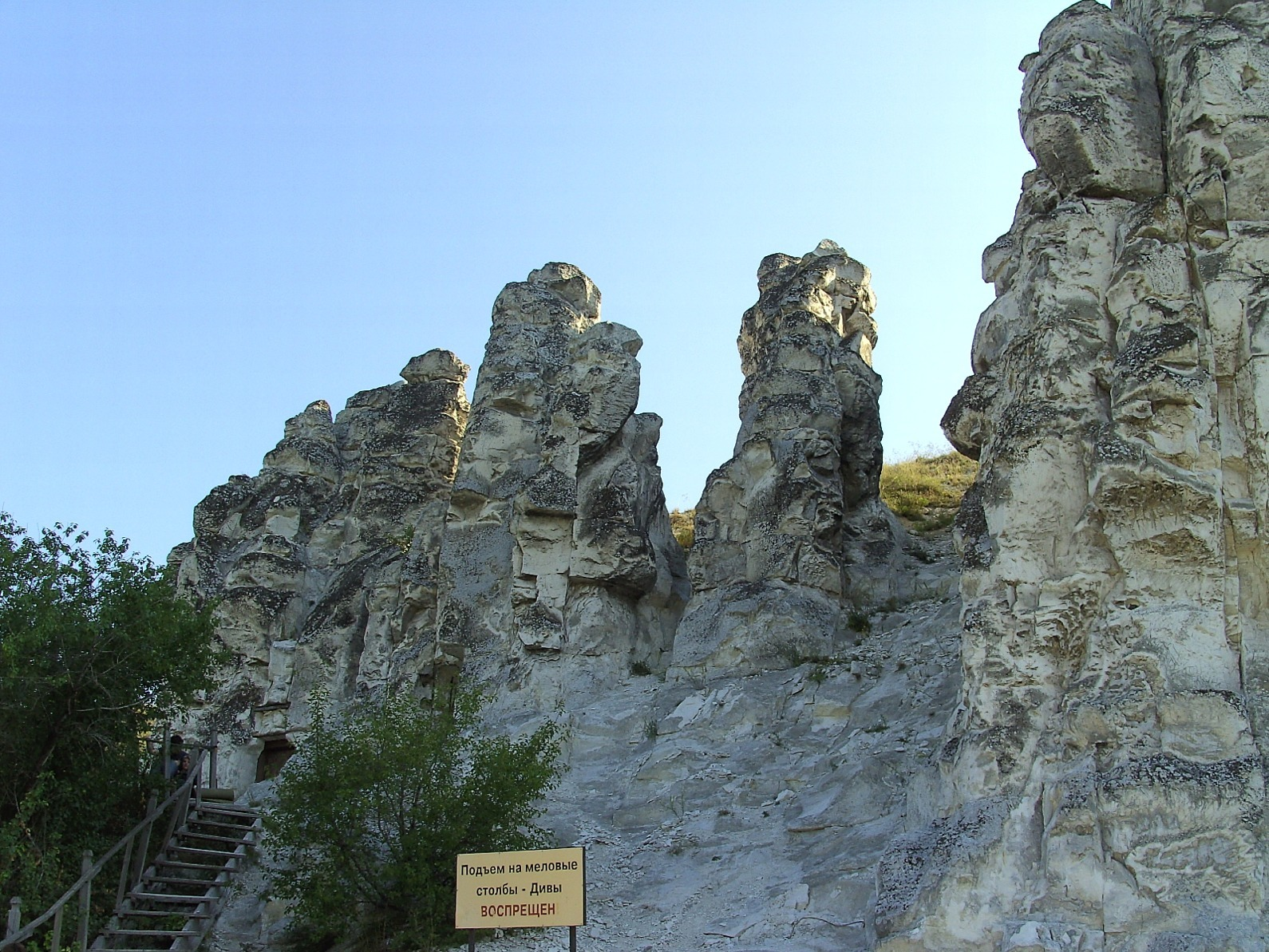
Большие Дивы
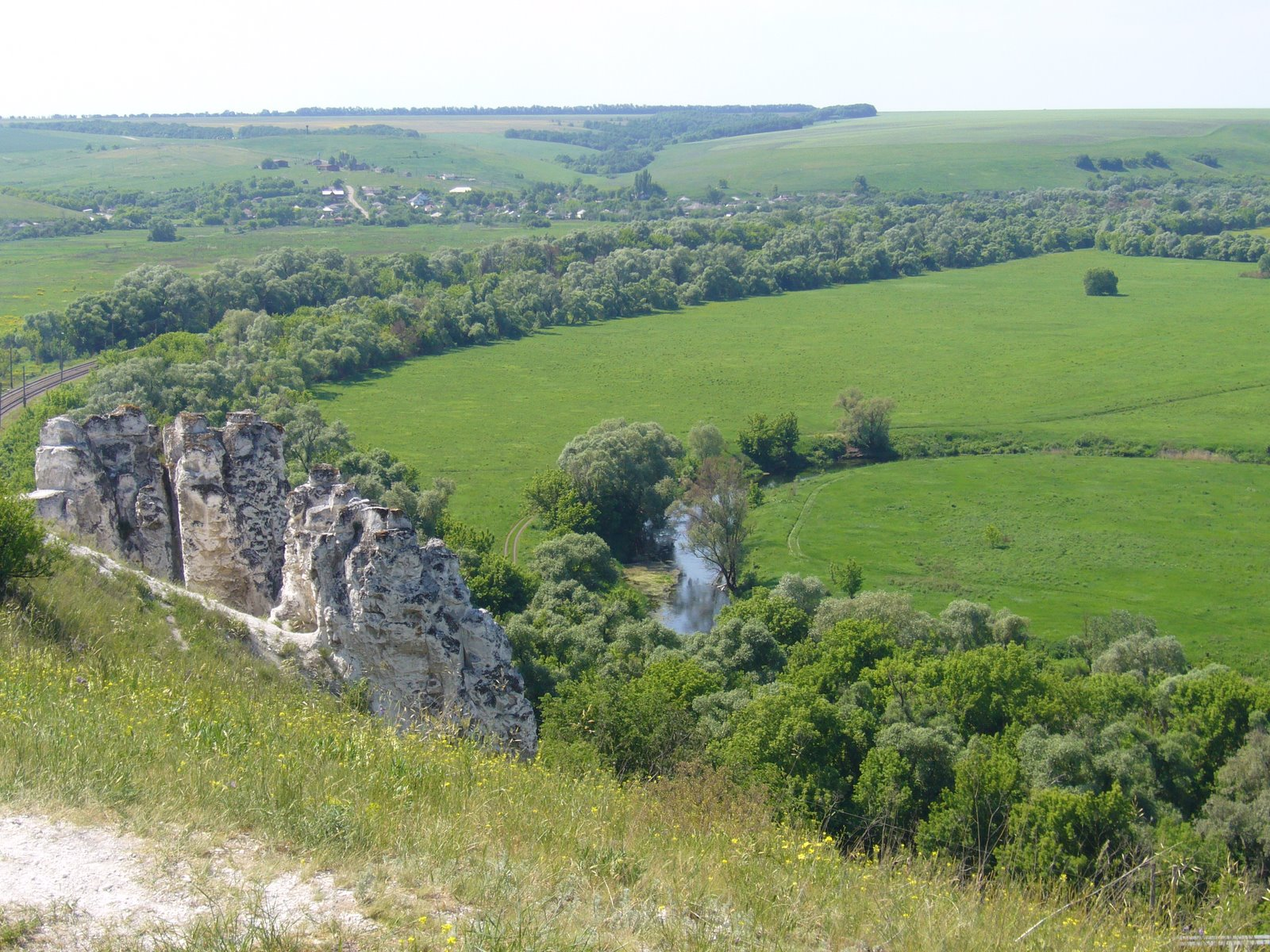
Вид с возвышенности на Большие Дивы. У подножья расположена остановка 143 км железнодорожной ветки Лиски — Валуйки
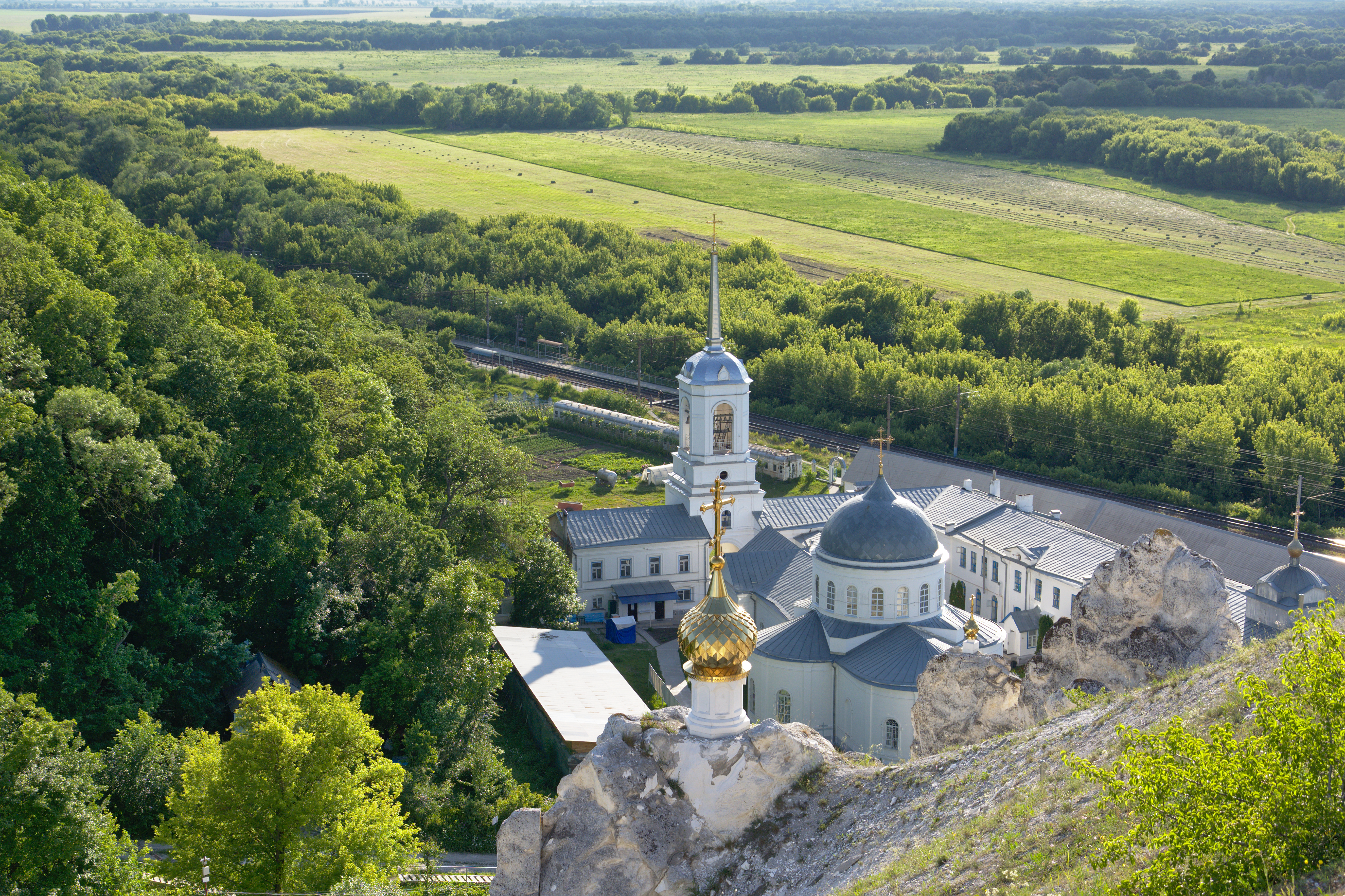
Собор Успения Пресвятой Богородицы со стороны Малых Див. У подножья расположена остановка Дивногорская железнодорожной ветки Лиски — Валуйки
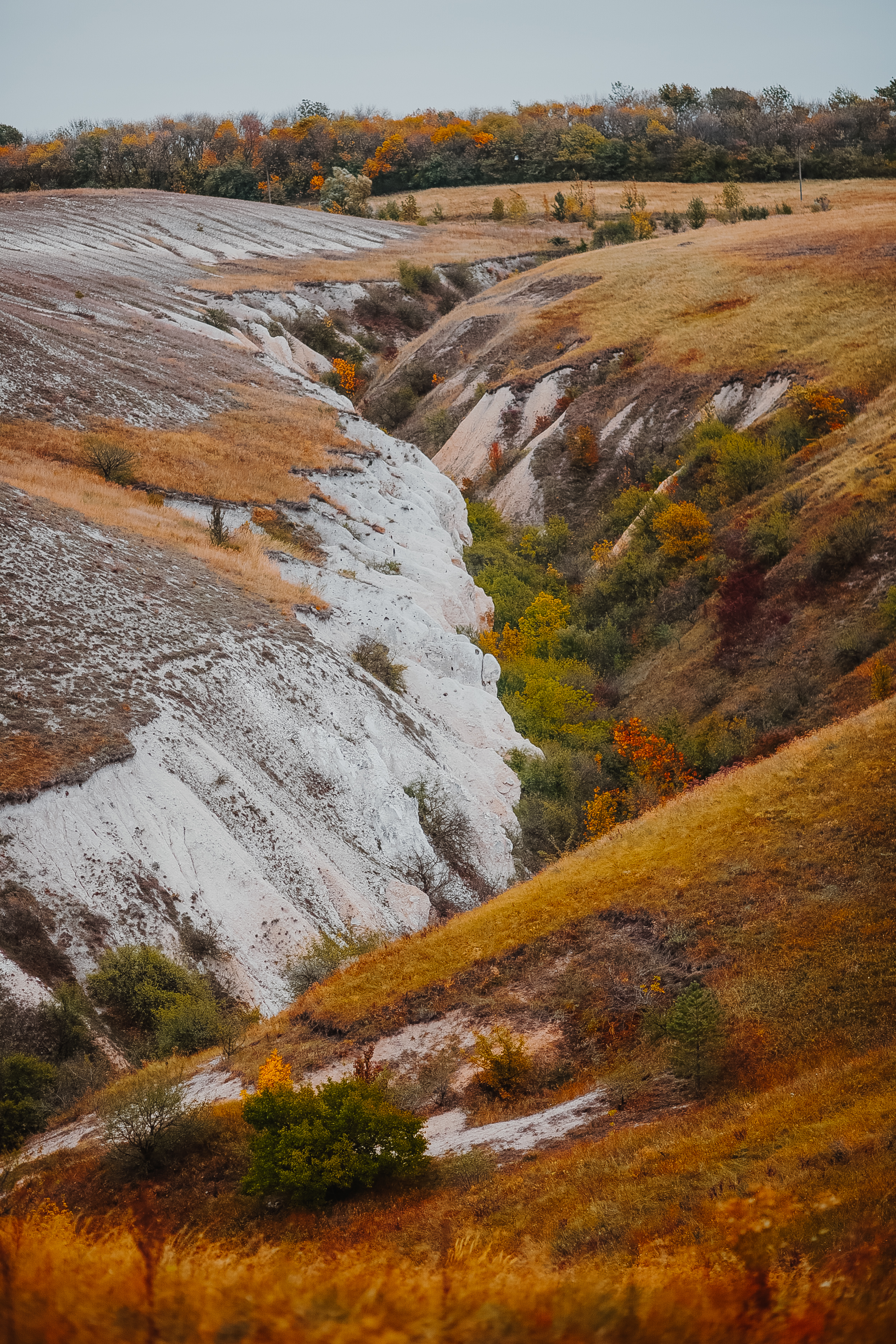
Дивногорский каньон осенью
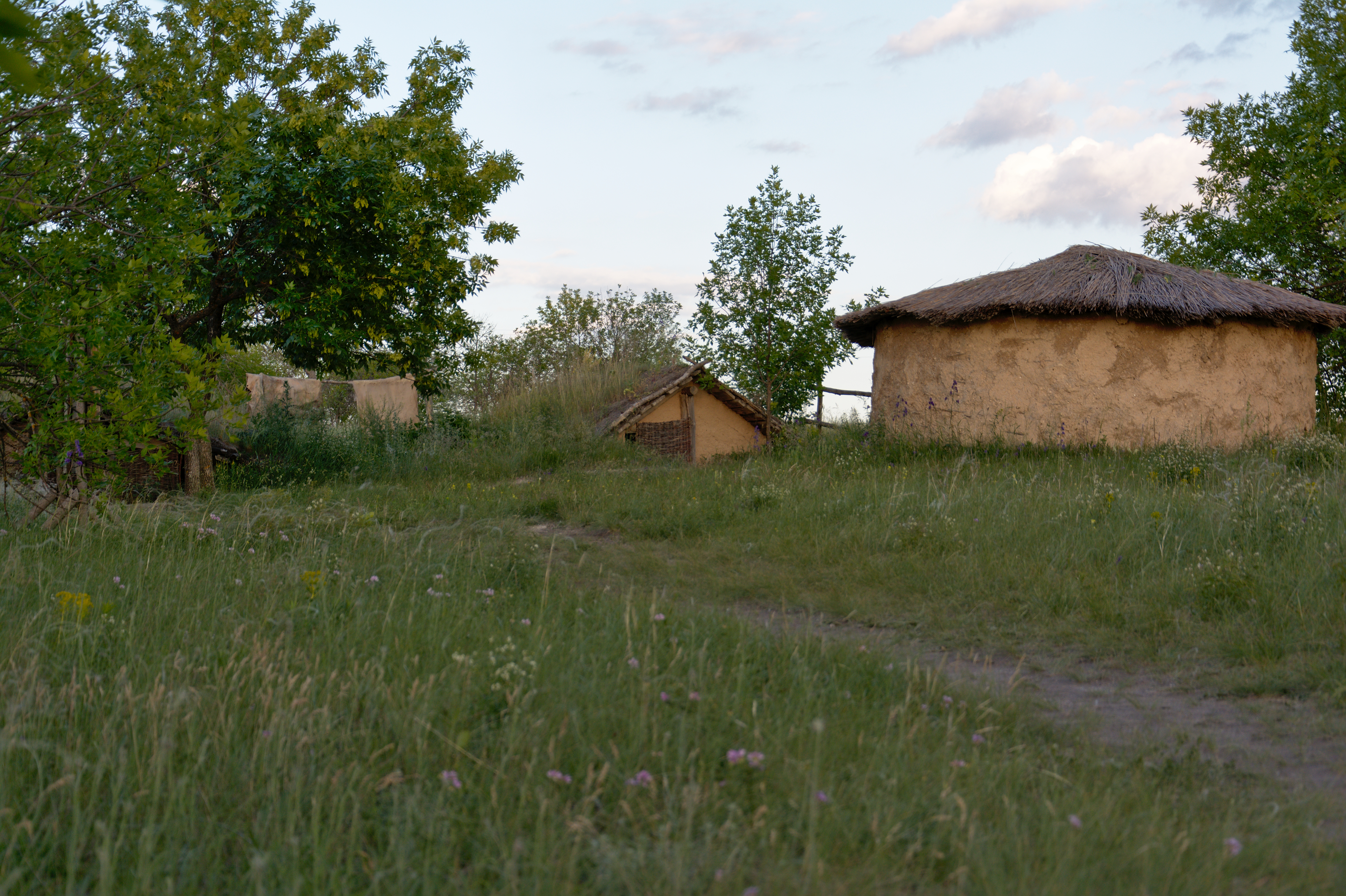
Археологический парк
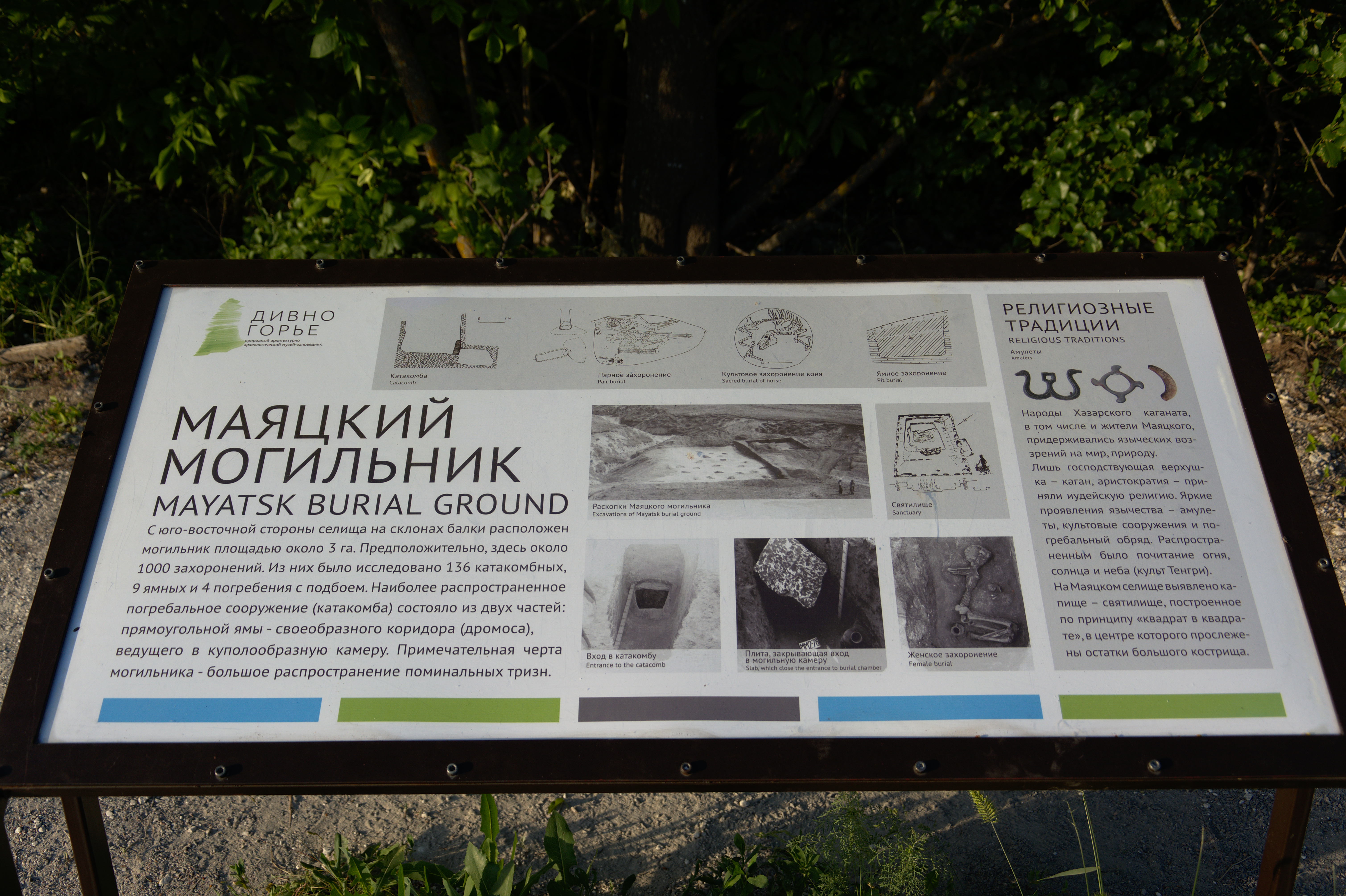
Пример информационного указателя для туристов
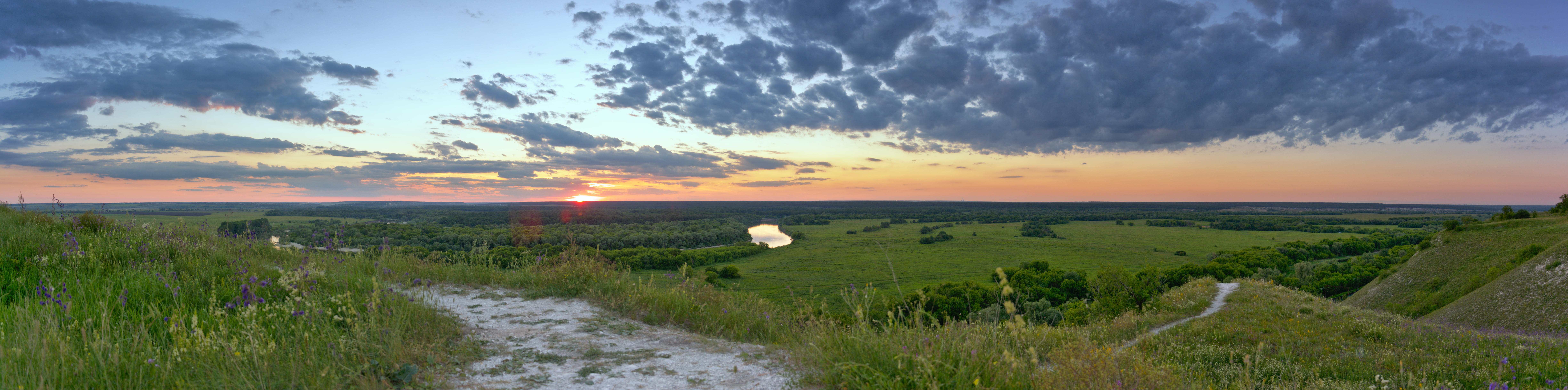
Панорама реки Дон со стороны Маяцкой крепости
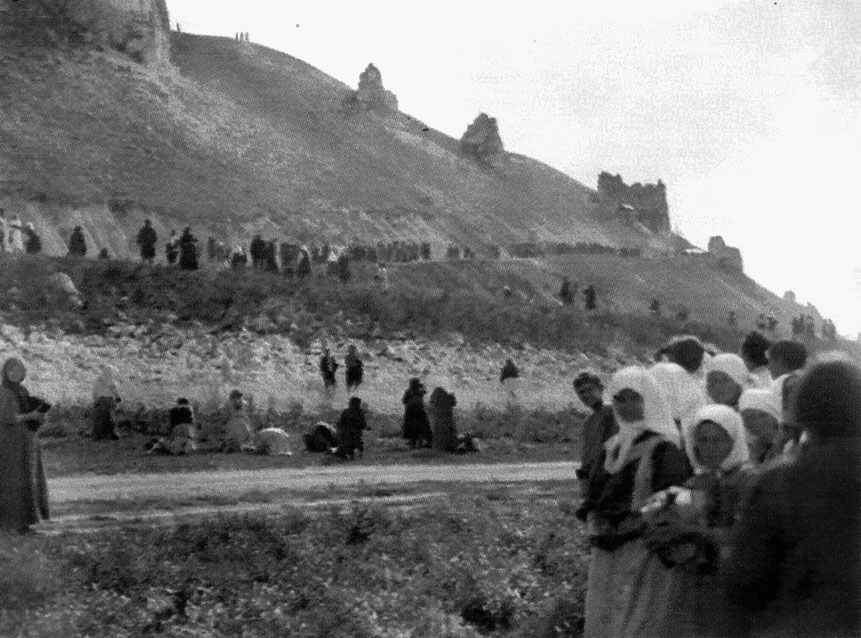
Православные паломники в Дивногорье, конец 19-го века